# Space Invasion
Space Invasion è un videogioco strategico online gratuito fornito da Bigpoint, giocato da circa 2.000.000 giocatori.
Si tratta di un gioco di strategia ambientato nello spazio, diviso in 14 galassie e 400 sistemi solari per ogni galassia, che fa parte di una serie di giochi nati sulla scia del successo di Ogame, che lo imitano quasi completamente. Fa eccezione il modo di visualizzare la galassia e alle risorse e alle strutture sono stati dati nomi diversi, ma il sistema è lo stesso.
Il gioco è partito dalla Germania dove sono infatti presenti ben 5 universi di gioco, è presente anche in italiano, in francese, in inglese e in russo e in altre lingue minori.
Il gioco presenta la possibilità di evolversi dal punto di vista della costruzione edifici, delle ricerche e delle armi. Presenta un ampio albero tecnologico che indica le cose necessarie per raggiungere le varie costruzioni più importanti.

## Modalità di gioco

### Edifici
In Space Invasion ci sono 19 edifici, di cui 4 di produzione di materie prime (miniera di ferro, fonderia, miniera di cryptonite, spezie), 3 di produzione di energia, di cui una che funziona senza usare nulla e una che produce consumando le spezie la terza con l'energia solare, sono poi presenti 4 magazzini, uno per ogni materia prima, il classico laboratorio di ricerca, la fabbrica di armi, il centro di sviluppo, lo scudo e il cannone di particelle che usano l'energia in eccesso per difendersi o colpire con i raggi di particelle che danneggiano gravemente le difese planetarie, il teleporto, il microacceleratore, la base stellare, e il Galaxy Scanner.

### Ricerca
Le ricerche possibili sono invece 15. La tecnologia d'estrazione permette di incrementare la produzione delle materie prime, quella energetica aumenta l'energia disponibile per far funzionare le miniere. Ben 5 si occupano della propulsione, cioè sviluppano la possibilità di sbloccare le navi e a ogni livello di ricerca aumenta la velocità delle flotte, esiste la ricerca di propulsione, che serve a sbloccare i tipi di propulsione, il propulsore missile, usato dalle prime navi, il propulsore a diffusione, usato da navi un po' più potenti, l'impulso di curvatura, usato per quasi tutte le navi più forti. Infine la ricerca di buchi neri non funziona come le altre, infatti si usa solo per sbloccare la Base Stellare Imperiale e aumentandone il livello non aumenta la velocità di quest'ultima. Un'altra ricerca importante è la tecnica di spionaggio, utile per sapere in anticipo le difese che si troveranno su un pianeta che si vuole attaccare, nonché la quantità di materie prime da poter depredare. Le ricerche invece di armamento, scudo e sistemi di difesa potenziano la capacità delle flotte rispettivamente nello sparo, nella difesa e nella resistenza. Il sistema d'acquisizione e la tecnica gravitazionale sono invece sfruttate per sbloccare le difese più forti e qualche nave. Aumentarne il livello oltre l'utile per lo sblocco di queste non serve a potenziare nulla. Ultime due l'analizzatore di particelle e il teletrasporto. La prima serve a poter sbloccare scudo e cannone di particelle. Il teletrasporto invece serve a sviluppare il teleporto, che trasporta in modo molto veloce le materie e le flotte da un pianeta all'altro.